# 拟早熟禾
拟早熟禾（学名：Poa pseudamoena）为禾本科早熟禾属下的一个种。